# Maxim (Dmitrijev)
Maxim (světským jménem: Vasilij Michajlovič Dmitrijev; * 23. února 1961 Karaganda) je kazašský duchovní Ruské pravoslavné církve a biskup jelecký a lebeďanský.

## Život
Narodil se 23. února 1961 v Karagandě. Jeho mladším bratrem je biskup Feognost (Dmitrijev).
Roku 1976 dokončil střední školu a roku 1979 nastoupil na Karangandské kulturní učiliště. V letech 1979–1981 sloužil v řadách Sovětské armády.
Roku 1982 nastoupil na Moskevský duchovní seminář a o dva roky později byl přijat do Trojickosergijevské lávry.
Dne 24. března 1988 byl postřižen na monacha se jménem Maxim na počest svatého Maxima Greka. Dne 19. května byl rukopoložen na hierodiakona a 12. března 1989 na jeromonacha.
Dne 6. října 1989 byl povýšen na igumena a stal se inspektorem Tobolského duchovního semináře. Od roku 1990 byl rektorem semináře.
Roku 1997 byl jmenován blagočinným Išimského okruhu tobolské eparchie.
Roku 1999 se stal vedoucím regentského oddělení semináře. Současně byl regentem 1. sboru semináře.
Roku 2001 dokončil studium na Moskevské duchovní akademii.
Dne 26. prosince 2001 jej Svatý synod zvolil biskupem barnaulským a altajským.
Dne 30. prosince 2001 byl povýšen na archimandritu.
Dne 17. ledna 2002 byl oficiálně jmenován biskupem a o tři dny později proběhla v chrámu Krista Spasitele v Moskvě jeho biskupská chirotonie. Světiteli byli patriarcha moskevský Alexij II., metropolita krutický a kolomenský Juvenalij (Pojarkov), metropolita solněčnogorský Sergij (Fomin), metropolita volokolamský a jurjevský Pitirim (Něčajev), arcibiskup istrijský Arsenij (Jepifanov), arcibiskup tobolský a ťumenský Dimitrij (Kapalin), arcibiskup vídeňský a budapešťský Pavel (Ponomarjov), arcibiskup verejský Jevgenij (Rešetnikov), biskup orechovo-zujevský Alexij (Frolov), biskup dmitrovský Alexandr (Agrikov), biskup kerčský Ilarion (Alfejev) a biskup Gurij (Šalimov).
Dne 29. května 2013 byl ustanoven biskupem jeleckým a lebeďanským.